# Jan Karel Lenstra
Jan Karel Lenstra (* 19. Dezember 1947 in Zaandam) ist ein niederländischer Mathematiker.

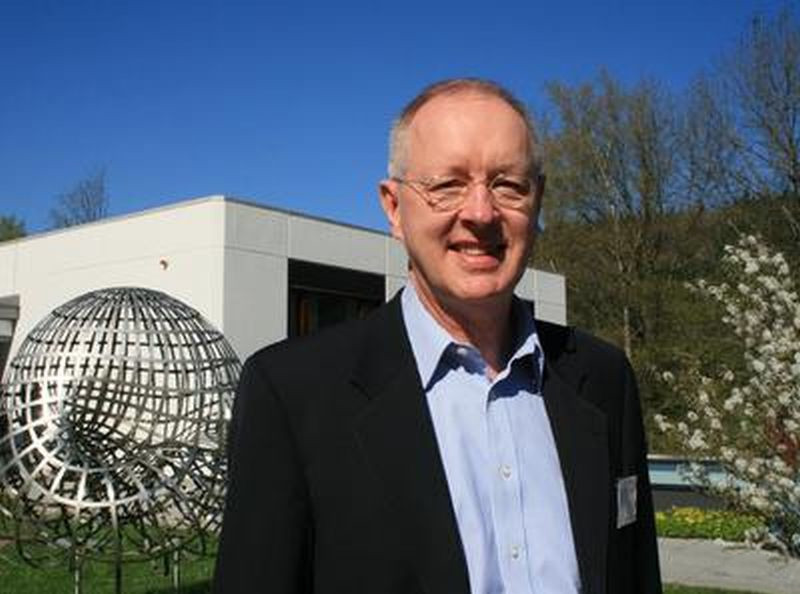
Jan Karel Lenstra, Oberwolfach 2011

Lenstra wurde 1976 bei Gijsbert de Leve an der Universität Amsterdam promoviert (Sequencing by enumerative methods). Er war bis 1989 am Centrum Wiskunde & Informatica (CWI), danach Professor an der Universität Tilburg, der Universität Rotterdam, der TU Eindhoven (und dort 1999 bis 2002 Dekan der Fakultät für Mathematik und Informatik), am Georgia Institute of Technology und 2003 bis 2011 Direktor des CWI. Ab 2001 war er CWI Fellow.
Lenstra war Herausgeber von Mathematics of Operations Research und ab 2002 von Operations Research Letters. 2011 wurde er Ritter vom Niederländischen Löwen. 2004 wurde er Informs Fellow. 1992 bis 1995 war er Vorsitzender der Mathematical Programming Society (MPS).
Er befasste sich unter anderem mit Kombinatorischer Optimierung (unter anderem Komplexitätsfragen), Scheduling-Algorithmen, dem Travelling Salesman Problem und Lokaler Suche in der Optimierung.
Er ist der Bruder von Arjen Lenstra und Hendrik Lenstra.

## Schriften
- mit Koen M. J. De Bontridder, Bjarni V. Halldórsson, Magnús M. Halldórsson, Cor A. J. Hurkens, Ramamoorthi Ravi, Leen Stougie: Approximation algorithms for the test cover problem. In: Mathematical Programming. Series B, Band 98, 2003, S. 477–491, doi:10.1007/s10107-003-0414-6.
- mit David P. Williamson, Leslie A. Hall, J. A. Hoogeveen, Cor A. J. Hurkens, Sergey V. Sevast'janov, David B. Shmoys: Short shop schedules. In: Operations Research. Band 45, Nr. 2, 1997, S. 288–294, doi:10.1287/opre.45.2.288.
- mit David B. Shmoys, Éva Tardos: Approximation algorithms for scheduling unrelated parallel machines. In: Mathematical Programming. Band 46, 1990, S. 259–271, doi:10.1007/BF01585745.
- als Herausgeber mit Eugene L. Lawler, Alexander H. G. Rinnooy Kan, David B. Shmoys: The traveling salesman problem. A guided tour of combinatorial optimization. Wiley, Chichester u. a. 1985, ISBN 0-471-90413-9.
- mit Michael A. H. Dempster, Marshall L. Fisher, L. Jansen, B. J. Lageweg, Alexander H. G. Rinnooy Kan: Analysis of heuristics for stochastic programming: results for hierarchical scheduling problems. In: Mathematics of Operations Research. Band 8, Nr. 4, 1983, S. 525–537, doi:10.1287/moor.8.4.525.
- mit Eugene L. Lawler, Alexander H. G. Rinnooy Kan: Generating all maximal independent sets: NP-hardness and polynomial-time algorithms. In: SIAM Journal on Computing. Band 9, Nr. 3, 1980, S. 558–565, doi:10.1137/0209042.
- mit Ronald L. Graham, Eugene L. Lawler, Alexander H. G. Rinnooy Kan: Optimization and approximation in deterministic sequencing and scheduling: A survey. In: Peter L. Hammer, Ellis L. Johnson, Bernhard H. Korte (Hrsg.): Discrete Optimization II. Proceedings of the Advanced Research Institute on Discrete Optimization and Systems Applications of the Systems Science Panel of NATO and of the Discrete Optimization Symposium co-sponsored by IBM Canada and SIAM Banff, Aha. and Vancouver 1–31 August 1977 (= Annals of Discrete Mathematics. Band 5). North-Holland, Amsterdam 1979, S. 287–326, doi:10.1016/S0167-5060(08)70356-X.
- mit Alexander H. G. Rinnooy Kan, Peter Brucker: Complexity of machine scheduling problems. In: Annals of Discrete Mathematics. Band 1, 1977, S. 343–362, doi:10.1016/S0167-5060(08)70743-X.